# Giuseppe Gregorio Solari
Giuseppe Gregorio Solari est un littérateur italien né à Chiavari (République de Gênes) le 12 mars 1737 et mort à Gênes le 12 octobre 1814.

## Biographie
Né le 12 mars 1737 à Chiavari, d'une ancienne famille, il se voua de bonne heure à l'état ecclésiastique, et entra dans la congrégation des écoles pies, où l'étude e'tait un devoir. Appelé au collège des Tolomei, à Sienne, il y enseigna les mathématiques, et il eut l'idée de traduire les Géorgiques, dans le but d'inspirer à ses élèves le goût de l'agriculture. Il se proposait d'ajouter à chacun des quatre livres de Virgile un supplément en prose, pour expliquer les nouvelles pratiques ; mais il renonça ensuite à ce travail. Cédant aux offres de deux de ses élèves, Ruspoli et Ghigi, qui l'engageaient à les suivre à Rome, il eut occasion d'y être apprécié par Pie VI, qui le nomma examinateur et théologien de l'ordre des Piaristes ; mais les suites de la révolution française, qui s'étendirent bientôt à Rome, vinrent troubler le repos de Solari. Lors de la création de la république romaine, il accepta la place de commissaire dans un des départements ; et enveloppé dans la chute de ce gouvernement éphémère, il fut arrêté et envoyé sous escorte à Livourne. Ce fut dans les prisons de cette ville qu'il traduisit quelques Psaumes ; et, privé d'encre, il ne put les écrire qu'en détrempant la rouille des grilles qui le tenaient enfermé. À peine eut-il recouvré sa liberté, qu'il rentra au sein de sa famille, où il partagea son temps entre l'étude de l'agriculture et les devoirs de son état. En 1804, on le nomma professeur de langue grecque à l'Université de Gênes ; et il fut décoré de la croix de la Légion d'honneur. Il lut plusieurs mémoires à l'institut ligurien, dont il était membre, et remplit, pendant quelques années, les fonctions de secrétaire de la société de médecine et d'émulation. Depuis 1810, il avait commencé à publier ses traductions poétiques de Virgile, d'Ovide et d'Horace, en prenant l'engagement de ne point dépasser le nombre de vers du texte, qu'il devait reproduire presque mot pour mot. Cette condition, capable d'effrayer l'homme le plus habile, ne le découragea pas. Solari, qui se flattait de pouvoir lutter contre la concision de la langue latine, en multipliant les locutions poétiques et les élisions, si communes dans la langue italienne, se créa de nouvelles difficultés dans la version des Bucoliques, où il varia les mètres, et entremêla aux vers blancs les vers rimés. À le juger sans prévention, on doit convenir qu'en mettant pour ainsi dire la langue italienne aux prises avec la langue latine, Solari l'a enrichie de plusieurs tours heureux, et que, dans les Odes d'Horace surtout, il a fait preuve de beaucoup de talent, en maniant des mètres difficiles, pour donner s'il se peut à la copie l'élan, le mouvement et l'énergie de l'original. Il faut avouer, d'un autre côté, que ces traductions, qui ont le mérite de la fidélité lorsqu'on les compare au texte, semblent froides, guindées et même barbares, quand on les lit séparément. Il paraît pourtant que Solari ne fut pas mécontent de ses essais, puisqu'il les continua sur les ouvrages d'Homère, de Catulle, sur la Chevelure de Bérénice, les Odes de Sappho, etc. Mais ces derniers travaux n'ont pas été publiés, non plus que les traductions de Perse, de Juvénal et des quatre premiers livres de la Thébaïde de Stace. Solari mourut le 12 octobre 1814.

## Œuvres
- Le Bucoliche e le Georgiche, traduites de Virgile, Gênes, 1810, in-8° ;
- L'Énéide, ibid., 1810, 2 vol. in-8° ;
- Le Poesie d'Orazio, ibid., 1811, 2 vol. in-8° ;
- Le Metamorfosi d'Ovidio, ibid., 1814, 3 vol. in-8° ;
- Alcuni Salmi e Cantici, trad. de la Bible, Turin, 1816, in-12.